# 秋田屋市兵衛
秋田屋市兵衛（あきたやいちべえ、大野木氏）宝文堂は、江戸時代の大坂の出版業者。文化年間から明治まで大阪心斎橋通安堂寺町5丁目に店を構えて業を営んでいた。
『慶長以来書賈集覧』には別に、田中氏・宋栄堂として秋田屋太右衛門、秋田屋市次郎（文政 - 、大阪長濱町）、秋田屋市五郎（天保 - 、心斎橋筋南久太郎町）、秋田屋幸助（弘化 - 慶応、心斎橋筋順慶町南入）が掲載されているが、これらとの関係は不明。
株仲間である大阪書林を結成し、その行事を務めたことが、記録に残っている。

## 作品
以下の作品は、矢島玄亮 編『徳川時代出版者出版物集覧』に拠る。
- 當世冠附あふむ石、四徳菴梅州編、天保10年(36、播磨屋門造との相板)
- 有馬山温泉、橘守国、寛延2年(12)
- 歌系図、河村羽積、天明2年(12相板)
- 絵本故事談八卷、橘有税画、正徳4年(12)
- 画本図編三巻、英一蜂画、宝暦2年(12相板)
- 画本操草三巻、月岡昌信画、明和3年(12相板)
- 音韻指掌図、竹下明繩、享保6年(12)
- 女諸通文鑑、戸田栄治書、享和2年(23相板)
- 女節用集文字囊、山本序周編、宝暦12年(4相板)
- がいぢん屋しま(4)
- 家相図説大全三巻、杉浦久信、享和1年序(1)
- 家伝預薬集、宝永7年(34)
- 紙漉重宝記、国東治兵工編、寛政10年(12相板)
- 冠附たから槌、天保10年(36相板)
- 軽筆鳥羽車三巻(12)
- 義経記評判八巻、享保4年
- 金玉畫府六巻、月岡雪鼎編、明和8年(12)
- 新刊錦繍段、釈竜沢編(12)
- 経学字海便覧七巻、岡島璞編、享保10年(12)
- 源氏絵宝枕四冊、小島宗賢等編、正徳3年(36)
- 好色一代男八巻、井原西鶴、天和2年(29)
- 弘法大師御伝記十巻、天明3年(34)
- 琴浦之花、栄真斎瑞甫、慶応1年(11)
- 左伝姓氏不分類、明・張我城、天保7年(34)
- 字林玉篇大全、鎌田禎、文化7年(4)
- 拾璣算法五卷、豊田文景、明和6年(29相板)
- 浄瑠璃早相板点三巻、豊竹保直編、天保1年(12相板)
- 雙陸錦囊抄、大原菊雄、文化8年(12)
- 聖跡巡拝案内記、釈霊沢、明和3年(12)
- 頭書地節用集大全、元禄4年(4)
- 西洋銭譜、朽木昌綱、天明7年(14)
- 先醒斎筆記五冊、明・丁元薦編、正徳4年序(30求)
- 蒼虬翁句集四冊、成田蒼虬、弘化1年(36相板)
- 相剣正伝二巻、近藤時憲、文化6年(12相板)
- 大数量握掌一言覧、渡辺英綱、明和1年(12)
- 大数量蘇生物語並大数最握掌一覧、渡辺英綱、安8年(8)
- 中国太平記、馬場信意編、享保6年(12相板)
- 重宝記大全、元禄4年(7)
- 庭訓往来、享保4年(12相板)
- 唐賢絶句三体詩法三巻、元禄8年(12)
- 唐詩材四巻、田珍、明和3年(34)
- 唐土訓蒙図彙十四巻、平住專庵編、享保4年(4相板、1234)
- 東稲子五巻、田仲宣、享和3年(7・12相板)
- 読書錄十巻、明・薛宣、享保7年(34)
- 独酔医談、吉見良、文化9年(12相板)
- 鳥羽絵三国志三巻(12)
- 南方草木状三巻、晋・稽含、享保1年(30)
- 俳諧歌論高田与清、文化9年(36相板)
- 初瀬さくら、宝暦6年(36)
- 浜の月、双鶴房双鶴編、天保14年(36)
- 風狂文艸五巻、田中友水、延享2年(7/12/36)
- 婦人教訓書、金森判兵工、享保14年(23)
- 文林節用筆海網目年(万宝字林文法網鑑)宝暦中(30)
- 文林節用筆海大会、天明7年(30)
- 文林節用筆海往来、享保6年(12相板)
- 文林節用筆海往来書札法式替文章尽、享保18年(4相板)
- 北条五代実記十巻、逸志志子、天保6年(12)
- 北越奇談六巻、橘茂世、弘化5年(12相板)
- 本朝古今通紀前編二五卷後編三〇巻、長井定宗編、元禄11年(34)
- 本朝武家評林四六卷附図五卷、遠藤元閑、元禄13年(12相板)
- 道の佐喜草、本居春庭、文政2年序(12)
- 薬種新製剤記五巻、奥西治兵工、宝永7年(12)
- 頼朝三代記四巻、宝永6年(30)
- 【略】本常盤帖書状下、文化5年(12合求)
- 論語集解標記十卷、岩垣竜溪、天明3年(16相板)

以下の作品は、矢島玄亮 編『徳川時代出版者出版物集覧 : 続編』に拠る。
- 有馬温泉誌、橘守国撰並画、寛延2年(8)
- 産家やしなひ草、佐々井玄敬、安永6年(12相板)
- 音韻指掌図、竹下朋繩、享保6年(4)
- 女節用集罌粟囊家宝大成、寬保3年(4相板)
- 解経秘蔵要略、寺尾正長、天明1年(4相板)
- 改正新広增益以呂波雑韻、享保5年(4相板)
- 玉篇大全二巻、毛利貞斎、安永9年(10相板)
- 四声伊呂波韻大成三巻、元禄17年(4)
- 增続字林集韻大全三巻、鎌田環斎編、享和3年(4相板)
- 大万宝節用集字海大成、伊丹屋新兵工、延享5年(4相板)
- 頭書增補節用集大全三巻元禄4年(4相板)
- 東煸子五巻、田仲宜、享和3年(4相板)
- 難波巡覧記、春樹、天保2年(2相板)
- 藤宴冊子六巻、上田秋成、文化4年(1相板)
- 文林節用筆海往来、山本序周(4)